# Black Rabbit
Black Rabbit är en amerikansk dramaserie som har en planerad premiär på Netflix under 2025. Den första säsongen som består av åtta avsnitt är bland andra regisserad av Laura Linney.

## Handling
Serien handlar om Jake Friedken, ägare till ett trendigt ställe i New York. Han är självsäker och väldigt framgångsrik. Hans liv ser dock ut att ställas på ända när hans ovårdade bror Vince återvänder till hans liv.

## Rollista (i urval)
- Jude Law - Jake Friedken
- Jason Bateman - Vince Friedken
- Cleopatra Coleman - Estelle
- Amaka Okafor - Roxie
- Sope Dirisu - Wes
- Dagmara Domińczyk - Val
- Chris Coy - Babbit
- Troy Kotsur - Joe Mancuso
- Abbey Lee - Anna
- Gus Birney - Mel Whitney
- Morgan Spector - Campbell